# 布羅迪·瑞塔萊克
布羅迪·瑞塔萊克（英語：Brodie Retallick；1991年5月31日—）是一位新西蘭橄欖球運動員。他是新西蘭國家橄欖球隊的一員，代表新西蘭參加了2015年世界盃橄欖球賽。